# Эксперимент Мезельсона и Сталя

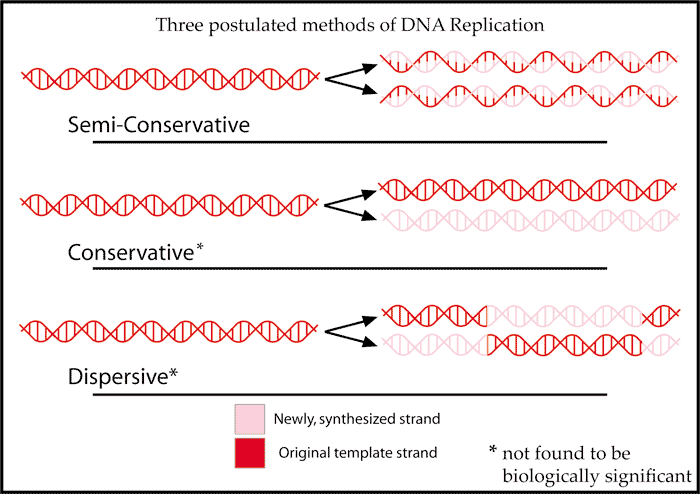
Гипотетические механизмы репликации ДНК: полуконсервативный, консервативный и дисперсный

Экспериме́нт Мезельсо́на и Ста́ля — эксперимент, проведённый двумя молекулярными биологами — Мэтью Мезельсоном и Франклином Сталем в 1958 году. Он показал, что репликация ДНК имеет полуконсервативный характер. Это означает, что каждая дочерняя двойная спираль ДНК состоит из одной старой (матричной) цепи и из одной вновь синтезированной цепи.

## Предварительные гипотезы
После открытия Уотсоном и Криком двойной спирали ДНК было предложено несколько возможных механизмов её репликации. Первую гипотезу полуконсервативной репликации ДНК предложили сами Уотсон и Крик.
Гипотеза консервативной репликации ДНК предполагает, что материнская двойная спираль как целое выступает в качестве матрицы для синтеза дочерней спирали, состоящей из двух новых цепочек. Эта гипотеза подразумевает большую роль гистонов в процессе репликации.
Гипотеза дисперсной репликации возникла как попытка объяснить, каким образом клетка может решить проблему раскручивания длинных дуплексов при копировании ДНК. Согласно этой гипотезе, для предотвращения суперскручивания ДНК при репликации в неё через каждые 5 нуклеотидных остатков вносятся разрывы, которые «зашиваются» после того, как излишнее напряжение снимется с молекулы. В результате дочерняя (вновь синтезируемая цепь) состоит из чередующихся старых и новых участков длиной по 5 нуклеотидных остатков. То же верно и для материнской цепи. Эта гипотеза была предложена Максом Дельбрюком.
Каждая из этих гипотез предполагает определённое распределение старой ДНК в молекулах, образующихся после завершения репликации. По гипотезе консервативной репликации одна из молекул будет полностью старой, а вторая — полностью новой. Полуконсервативный синтез должен приводить к формированию молекул, которые содержат по одной старой и одной новой цепи. Модель дисперсной репликации же предсказывает, что каждая цепь каждой молекулы ДНК будет состоять из чередующихся старых и новых участков. Таким образом, если установить, какой из этих случаев наблюдается в природе, можно определить верную модель.

## Схема эксперимента и результаты

Схема эксперимента Мезельсона и Сталя

В 1957 году Мезельсон, Сталь и Джером Виноград опубликовали статью о новом методе изучения молекулярного веса и парциального удельного объёма макромолекул (например, ДНК) — равновесном ультрацентрифугировании в градиенте плотности. Этот метод позволяет разделять молекулы ДНК по их плотности: каждая молекула остановится в том месте градиента, где плотность раствора совпадает с её плавучей плотностью. Авторы применили этот метод для разделения молекул ДНК, содержащих изотопы азота 14N и 15N. 15N не радиоактивен, а лишь тяжелее 14N. Содержащие тяжелый изотоп молекулы ДНК функциональны и могут удваиваться.
Мезельсон и Сталь показали, что, если вырастить несколько поколений бактерий Escherichia coli в среде, богатой 15N или 14N, затем центрифугировать их ДНК в градиенте плотности хлористого цезия, то окажется, что более тяжёлая 15N-ДНК останавливается ближе ко дну центрифужной пробирки, чем 14N-ДНК.
Для того чтобы установить механизм репликации, E. coli, которые в течение нескольких поколений росли в 15N-содержащей среде (а значит, их ДНК содержала только 15N) были перенесены в 14N-содержащую среду, где им было позволено поделиться только один раз. Плотность выделенной из этих клеток ДНК оказалась больше плотности ДНК бактерий, выращенных в среде, богатой 14N, но меньше плотности ДНК бактерий, выращенных в 15N среде. Это противоречило гипотезе о консервативном характере репликации ДНК, при котором ДНК разделились бы на две фракции с высокой и низкой плотностью, но не с промежуточной. Таким образом, первая гипотеза была отброшена.
Однако полученный результат не исключал дисперсный механизм репликации, при котором участки материнской ДНК чередуются с участками дочерней ДНК. По гипотезе дисперсной репликации плотность ДНК бактерий должна быть одинаковой для всех молекул и занимать промежуточное положение между плотностью ДНК клеток первого поколения и плотностью самой лёгкой ДНК. Оказалось, однако, что клетки содержали примерно равные количества тяжелых ДНК (первое поколение) и гибридных ДНК (второе поколение). Этот факт позволил исключить гипотезу дисперсного механизма репликации.